# Lange Renne (Naturschutzgebiet)
Koordinaten: 51° 43′ 39″ N, 6° 29′ 8″ O
Lange Renne ist ein Naturschutzgebiet auf dem Gebiet der Stadt Rees im Ortsteil Mehr im Kreis Kleve in Nordrhein-Westfalen. Namensgebend ist die Lange Renne (auch Lange Rinne), ein Altarm des Rheins, dessen südlicher Teil unter Naturschutz steht.

## Bedeutung
Das 13 Hektar große Naturschutzgebiet liegt südöstlich von Rees-Mehr und wurde 2010 unter Schutz gestellt. Es handelt sich um ein 1,5 km langes und maximal 150 m breites Altwasser des Rheins, das infolge eines Hochwassers entstanden ist. Von dem Altwasser ist nur der südliche Teil aufgrund der gut entwickelten Schwimmblattvegetation und größeren Röhrichtbeständen als Naturschutzgebiet ausgewiesen.

## Schutzzweck
Schutzzweck:
Die Festsetzung als Naturschutzgebiet erfolgt insbesondere:
- zum Schutz und Erhalt wertvoller Gewässer mit Schwimmblattgesellschaften
- zum Schutz und Erhalt wertvoller Altarmrinnen als geowissenschaftliches Objekt
- zur Bewahrung und Wiederherstellung eines günstigen Erhaltungszustandes wertvoller Lebensräume für Amphibien, Libellen, RL Pflanzenarten und RL Tierarten
- zur Bewahrung und Wiederherstellung eines günstigen Erhaltungszustandes der natürlichen Lebensräume für Wasservögel, gefährdete Pflanzengesellschaften und Tierarten

## Schutzziele
Schutzziele und Maßnahmen auf der Grundlage des Schutzzweckes sind:
- Erhalt des Rhein-Altwassers als geowissenschaftlich, landeskundlich, kulturhistorisch und ökologisch besonders schutzwürdiger Biotopkomplex,
- Erhalt des wertvollen Gewässers mit Schwimmblattgesellschaften,
- Erhaltung von Althölzern,
- Beschränkung der Freizeitaktivitäten auf den Nordteil der Lange Renne,
- Absicherung von Wasserflächen und Uferabsperrungen zum Schutz der Vegetation,
- Schaffung von Brutbiotopen durch Einschränkung der Erholungsnutzung,
- Extensivierung der Grünlandnutzung, keine Beweidung der Uferbereiche,
- Vermeidung von Eutrophierung,
- Naturnahe Waldbewirtschaftung, ggf. Umwandlung in bodenständigen Gehölzbestand.